# Blaesoxipha ataturkia
Blaesoxipha ataturkia är en tvåvingeart som beskrevs av Andy Z. Lehrer 2008. Blaesoxipha ataturkia ingår i släktet Blaesoxipha och familjen köttflugor.
Artens utbredningsområde är Turkiet. Inga underarter finns listade i Catalogue of Life.